# Ægte dagsommerfugle
Ægte dagsommerfugle (Papilionoidea) (navngivet efter slægten Papilio, der betyder "sommerfugl") er en overfamilie, der inkluderer alle dagsommerfugle undtagen den møl-lignende overfamilie Hedyloidea.
Medlemmerne af Papilionoidea adskiller sig fra møl med følgende kombination af tegn:
- Kroppen er mindre og mindre møl-agtig.
- Vingerne er større.
- Antennerne er lige og fortykket mod spidsen (kølleformede) eller krogede som i familien bredpander (Hesperiidae).
- larverne spinder ikke kokoner, som de forpupper sig i.
- Pupperne er kantede snarere end afrundede.

Fylogenetiske analyser, der har undersøgt slægtskabsforhold baseret på DNA-sekvenser, har vist, at Papilionoidea, som den traditionelt var beskrevet, er en parafyletisk gruppe, og at bredpander (familien Hesperiidae) samt de neotropiske møllignende gråvinger (familie Hedylidae; den eneste familie i overfamilien Hedyloidea) er ægte dagsommerfugle, der bør inkluderes i overfamilien Papilionoidea.

## Familier i Papilionoidea
De seks velunderstøttede familier af Papilionoidea er:
- Bredpander (Hesperiidae)[1]
- Svalehaler (Papilionidae)
- Hvidvinger (Pieridae)
- Blåfugle (Lycaenidae)
- Metalvinger (Riodinidae)
- Takvinger (Nymphalidae) som indeholder følgende 13 underfamilier:
  - Ægte takvinger (med Pletvinger) (Nymphalinae)
  - Perlemorsommerfugle (Heliconiinae)
  - Randøjer (Satyrinae) (tidligere familien Satyridae)
  - Sejlere (Limenitidinae)
  - Snudesommerfugle (Libytheinae) (tidligere familien Libytheidae)
  - Silkeplantesommerfugle (Danainae) (tidligere familien Danaidae)
  - Pragtvinger (Tellervinae)
  - Glasvinger (Ithomiinae)
  - Regnbuesommerfugle (Apaturinae)
  - Morphinae
  - Dragehovedsommerfugle (Charaxinae)
  - Calinaginae
  - Biblidinae

Blandt underfamilierne i Nymphalidae er det kun Morphinae og Satyrinae, der muligvis er parafyletiske, men disse to underfamilier danner en stærkt understøttet monofylertisk gruppe (klade) der har Charaxinae som søstergruppe.

## Danske arter af ægte dagsommerfugle
- Bredpander (Hesperiidae)

- Gråbåndet bredpande (Erynnis tages).
- Spættet bredpande (Pyrgus malvae).
- Fransk bredpande (Pyrgus armoricanus).
- Skærbredpande (Pyrgus serratulae).
- Sortplettet bredpande (Carterocephalus silvicolus).
- Spejlbredpande (Heteropterus morpheus).
- Stregbredpande (Thymelicus lineola).
- Skråstregbredpande (Thymelicus sylvestris).
- Kommabredpande (Hesperia comma).
- Stor bredpande (Ochlodes venata).

- Svalehaler (Papilionidae)

- Apollo (Parnassius apollo).
- Mnemosyne (Parnassius mnemosyne).
- Svalehale (Papilio machaon).
- Sydeuropæisk svalehale (Iphiclides podalirius).

- Hvidvinger (Pieridae)

- Skovhvidvinge (Leptidea sinapis).
- Enghvidvinge (Leptidea juvernica).
- Sortåret hvidvinge (Aporia crataegi).
- Stor kålsommerfugl (Pieris brassicae).
- Lille kålsommerfugl (Pieris rapae).
- Grønåret kålsommerfugl (Pieris napi).
- Grønbroget kålsommerfugl (Pontia daplidice).
- Aurora (Anthocharis cardamines).
- Mosehøsommerfugl (Colias palaeno).
- Gul høsommerfugl (Colias hyale).
- Sydlig høsommerfugl (Colias alfacariensis).
- Orange høsommerfugl (Colias crocea).
- Citronsommerfugl (Gonepteryx rhamni).

- Blåfugle (Lycaenidae)

- Terningsommerfugl (Hamearis lucina).
- Guldhale (Thecla betulae).
- Blåhale (Quercusia quercus eller Neozephyrus quercus).
- Det hvide W (Satyrium w-album).
- Egesommerfugl (Satyrium ilicis).
- Slåensommerfugl (Satyrium pruni).
- Grøn busksommerfugl (Callophrys rubi).
- Lille ildfugl (Lycaena phlaeas).
- Stor ildfugl (Lycaena dispar).
- Dukatsommerfugl (Lycaena virgaureae).
- Sort ildfugl (Lycaena tityrus).
- Violet ildfugl (Lycaena alciphron).
- Violetrandet ildfugl (Lycaena hippothoe).
- Dværgblåfugl (Cupido minimus).
- Skovblåfugl (Celastrina argiolus).
- Kløverblåfugl (Glaucopsyche alexis).
- Ensianblåfugl (Maculinea alcon).
- Sortplettet blåfugl (Maculinea arion).
- Engblåfugl (Cyaniris semiargus).
- Almindelig blåfugl (Polyommatus icarus).
- Isblåfugl (Polymmatus amanda).
- Rødplettet blåfugl (Aricia agestis).
- Sortbrun blåfugl (Aricia artaxerxes).
- Bølleblåfugl (Vacciniina optilete).
- Argusblåfugl (Plebejus argus).
- Foranderlig blåfugl (Plebejus idas).

- Takvinger (Nymphalidae)

- Ægte takvinger (med Pletvinger) (Nymphalinae)

- Kirsebærtakvinge (Nymphalis polychlorus).
- Østlig takvinge (Nymphalis xanthomelas).
- Det hvide L (Nymphalis vaualbum).
- Sørgekåbe (Nymphalis antiopa).
- Dagpåfugleøje (Inachis io)
- Admiral (Vanessa atalanta).
- Tidselsommerfugl (Cynthia cardui).
- Nældens takvinge (Aglais urticae).
- Det hvide C (Polygonia c-album).
- Nældesommerfugl (Araschnia levana).
- Galathea (Melanargia galathea).
- Okkergul pletvinge (Melitaea cinxia).
- Mørk pletvinge (Melitaea diamina).
- Brun pletvinge (Mellicta athalia).
- Askepletvinge (Euphydryas maturna).
- Hedepletvinge (Euphydryas aurinia).

- Perlemorsommerfugle (Heliconiinae)

- Kejserkåbe (Argynnis paphia).
- Østlig perlemorsommerfugl (Argyronome laodice).
- Markperlemorsommerfugl (Mesoacidalia aglaja).
- Skovperlemorsommerfugl (Fabriciana adippe).
- Klitperlemorsommerfugl (Fabriciana niobe).
- Storplettet perlemorsommerfugl (Issoria lathonia).
- Engperlemorsommerfugl (Brenthis ino).
- Moseperlemorsommerfugl (Boloria aquilonaris).
- Brunlig perlemorsommerfugl (Clossiana selene).
- Rødlig perlemorsommerfugl (Clossiana euphrosyne).
- Violet perlemorsommerfugl (Clossiana dia).

- Randøjer (Satyrinae)

- Sandrandøje (Hipparchia semele).
- Skov-bjergrandøje (Erebia ligea).
- Græsrandøje (Maniola jurtina).
- Engrandøje (Aphantopus hyperantus).
- Buskrandøje (Pyronia tithonus).
- Moserandøje (Coenonympha tullia).
- Okkergul randøje (Coenonympha pamphilus).
- Perlemorrandøje (Coenonympha arcania).
- Herorandøje (Coenonympha hero).
- Skovrandøje (Pararge aegeria).
- Vejrandøje (Lasiommata megera).
- Skov-vejrandøje (Lasiommata maera).
- Bjerg-vejrandøje (Lasiommata petropolitana).

- Sejlere (Limenitidinae)

- Poppelsommerfugl (Limenitis populi).
- Hvid admiral (Limenitis camilla).

- Silkeplantesommerfugle (Danainae)

- Monark (Danaus plexippus).

- Regnbuesommerfugle (Apaturinae)

- Iris (Apatura iris).